# 布魯施格峰
46°37′52″N 9°18′23.8″E / 46.63111°N 9.306611°E

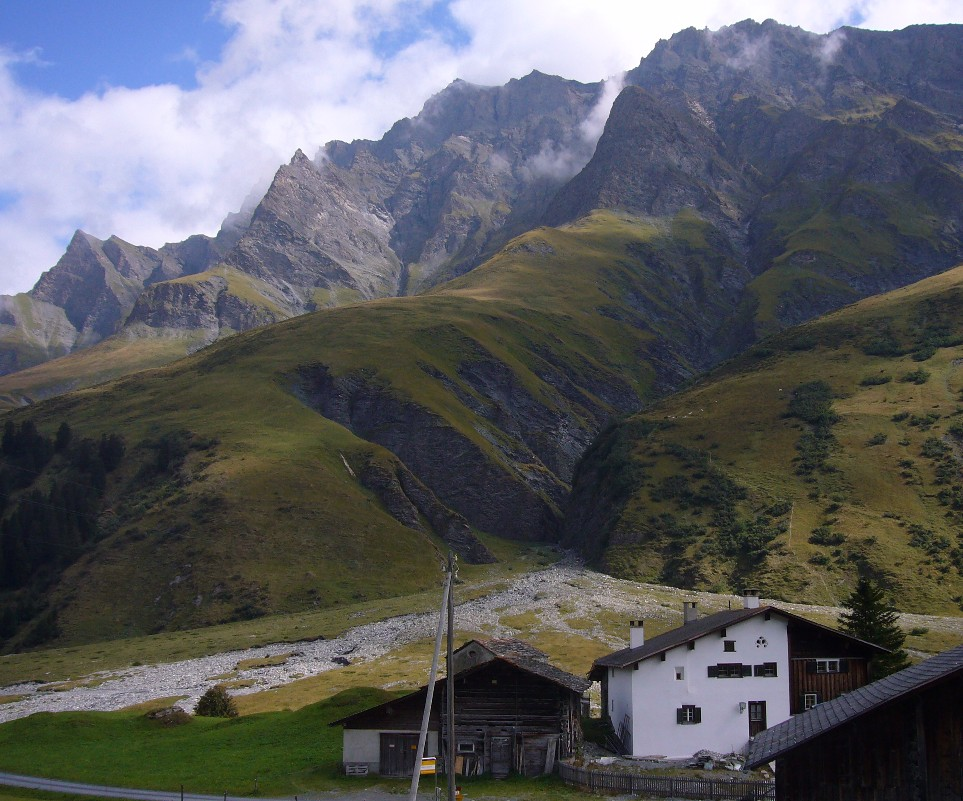

布魯施格峰（Bruschghorn），是瑞士的山峰，位於該國東南部，由格勞賓登州負責管轄，屬於勒蓬廷阿爾卑斯山脈的一部分，海拔高度3,056米，每年平均降雨量1,929毫米。

## 外部連結
- Bruschghorn on Hikr （页面存档备份，存于）